# Коста-Рика на літніх Олімпійських іграх 2020
Коста-Рику на літніх Олімпійських іграх 2020 представляли чотирнадцять спортсменів у семи видах спорту.

## Спортсмени
| Вид спорту     | Чоловіки | Жінки | Загалом |
| -------------- | -------- | ----- | ------- |
| Легка атлетика | 1        | 2     | 3       |
| Велоспорт      | 2        | 1     | 3       |
| Гімнастика     | 0        | 1     | 1       |
| Дзюдо          | 1        | 0     | 1       |
| Серфінг        | 1        | 2     | 3       |
| Плавання       | 1        | 1     | 2       |
| Тхеквондо      | 0        | 1     | 1       |
| Загалом        | 6        | 8     | 14      |